# Mbanza-Ngungu
Mbanza-Ngungu är en stad i Kongo-Kinshasa, belägen i provinsen Kongo-Central. Mbanza-Ngungu ligger mittemellan den kongolesiska huvudstaden Kinshasa och provinsens huvudstad Matadi. Staden har omkring 100 000 invånare. Tidigare har staden även hetat Thysville efter den belgiske affärsmannen Albert Thys.